# Music Everywhere
Music Everywhere è un singolo della cantante finlandese Anna Abreu, il primo estratto dal suo terzo album Just a Pretty Face? e pubblicato il 10 agosto 2009 dall'etichetta discografica RCA Records. È stato certificato disco di platino in Finlandia, dove ha raggiunto la seconda posizione della classifica dei singoli.
Il brano è stato scritto da Rauli Eskolin, Eva Peijakas e Patric Sarin.

## Classifiche
| Classifica (2009) | Posizione massima |
| ----------------- | ----------------- |
| Finlandia         | 2                 |